# Aleksandr Kargáltsev
Aleksandr Kargáltsev (también conocido como Sasha Kargáltsev; en ruso: Александр Каргальцев; en inglés: Alexander Kargaltsev) es un fotógrafo, escritor, artista, actor y director de cine y teatro nacido en Moscú en 1985, con nacionalidad estadounidense. Como fotógrafo, es conocido por sus series de desnudos masculinos.
Desde niño tuvo fascinación por la fotografía, especialmente por las Polaroid. Ya en su adolescencia produjo cortometrajes y realizó fotos para las que usaba como modelos a sus amigos.
Sus cortometrajes The Well (2009) y The Cell (2010) ganaron sendos premios en la Universidad Panrusa Guerásimov de Cinematografía. Se trasladó a Estados Unidos en 2009, donde llegó para estudiar en la Escuela de Cine de Nueva York y mantuvo su afición por las fotografías instantáneas: durante tres años documentó su vida diaria con polaroids, hasta que la empresa anunció que iba a dejar de fabricar la película. Con las fotos, organizó en 2014 una exposición en el Museo Leslie-Lohman de Nueva York titulada Last Polaroids.

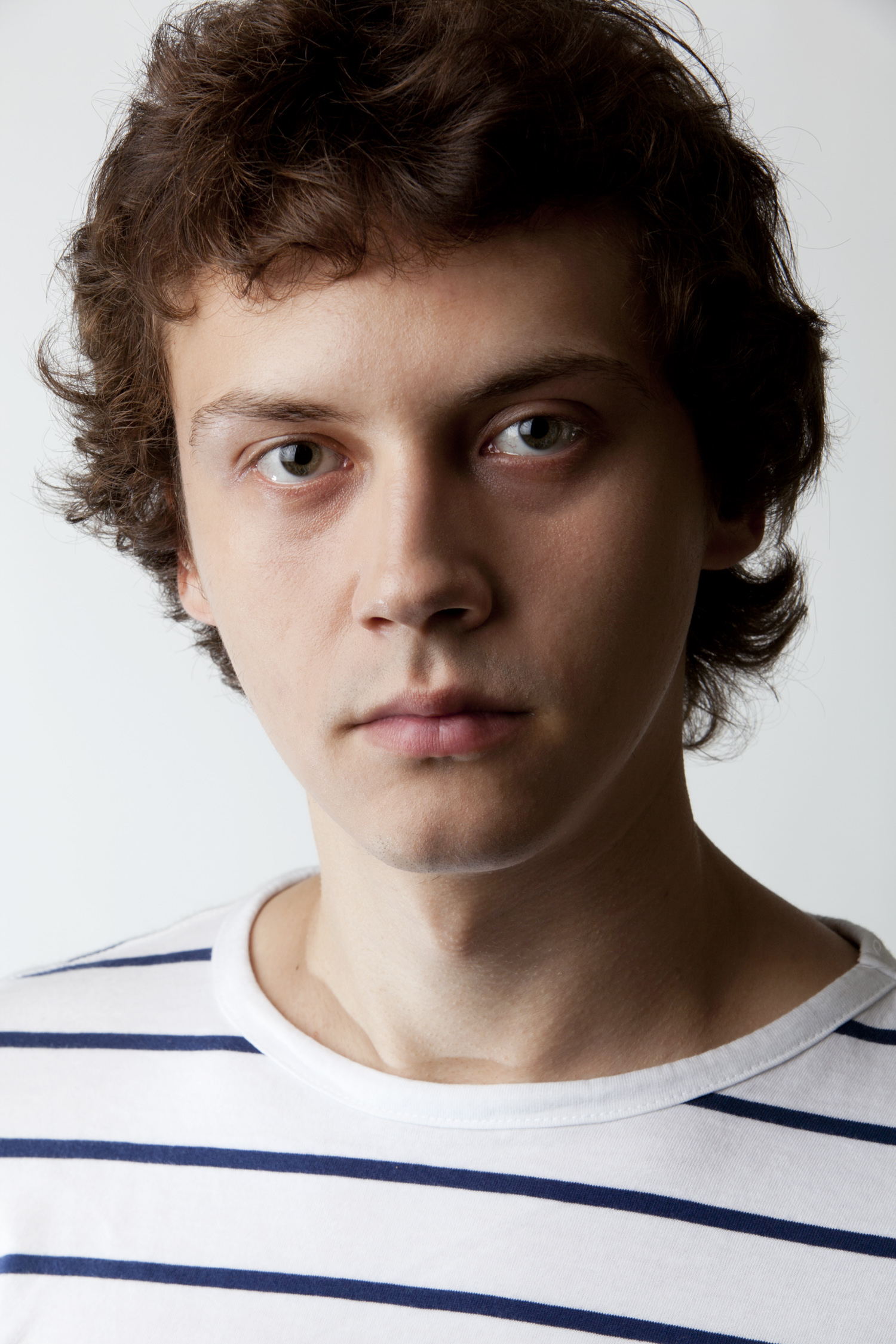
Aleksandr Kargáltsev en 2010, fotografiado por Koitz. El artista se trasladó de Rusia a Estados Unidos en 2009.

No regresó a Rusia y pidió asilo político en Estados Unidos, alegando que en Rusia se le perseguía por su condición de homosexual. Se le concedió el asilo en mayo de 2011. En 2012 publicó el libro Asylum, compuesto por desnudos masculinos de rusos gais que habían solicitado asilo político en los Estados Unidos.
Activista por los derechos de los homosexuales, organizó una protesta contra IKEA por retirar la fotografía de una pareja de lesbianas en la edición rusa de la revista Ikea Family Live.
Debutó como director teatral con la obra The Net, estrenada en Nueva York. Dirigió el estreno mundial de la obra Crematorium del dramaturgo ruso Valeri Pechéikin, de fuerte contenido homoerótico y que no pudo representarse en Rusia debido a la legislación sobre la homosexualidad aprobada por el presidente Vladímir Putin. Se representó en los Shelter Studios y en el Teatro Gene Frankel Theatre y estuvo protagonizada por el actor, también exiliado en Estados Unidos, Pavel Solodovnikov.

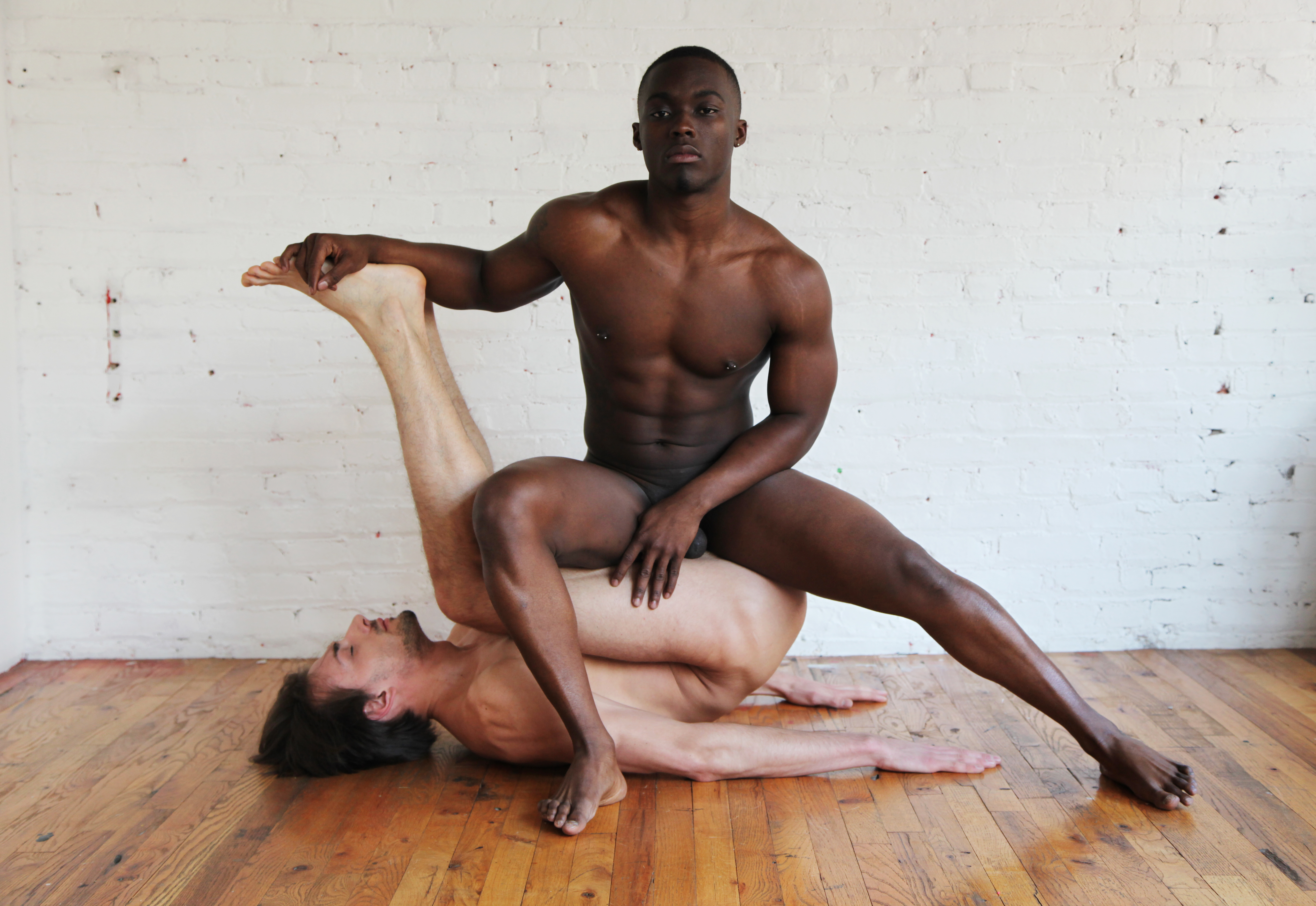
Black and White de Aleksandr Kargáltsev (Museo Leslie-Lohman, Nueva York). Esta foto fue la respuesta de Kargáltsev a la polémica foto protagonizada por Dasha Zhukova y publicada en la revista Buro 24/7.

Kargáltsev reaccionó ante una controvertida foto en la que se veía a la coleccionista de arte ruso-estadounidense Dasha Zhukova sentada en una silla cuyo diseño evocaba el cuerpo de una mujer negra semidesnuda. La foto apareció en la revista Buro 24/7 y generó mucha polémica porque se consideró racista. La réplica de Kargáltsev, titulada Black and White , consistió en fotografiar a un hombre negro desnudo sobre otro blanco, invirtiendo por tanto los roles de dominación. Esta obra forma parte de la colección del museo Museo Leslie-Lohman de Nueva York.
Como fotógrafo, ha participado en numerosas exposiciones individuales y colectivas.